# Bégadan
Bégadan egy francia település Gironde megyében az Aquitania régióban. Lakosainak száma 897 fő (2022. január 1.).

## Adminisztráció
Polgármesterek:
- 2008–2014 Jacques Durieux
- 2014–2020 Martine Sallette

## Demográfia
| Lakosok száma | 932  | 832  | 913  | 889  | 919  | 921  | 909  | 915  | 906  | 897  |
|               | 1968 | 1982 | 1990 | 2006 | 2013 | 2015 | 2017 | 2019 | 2020 | 2022 |

## Látnivalók
- XI. században épült apátság